# Djurgården 8

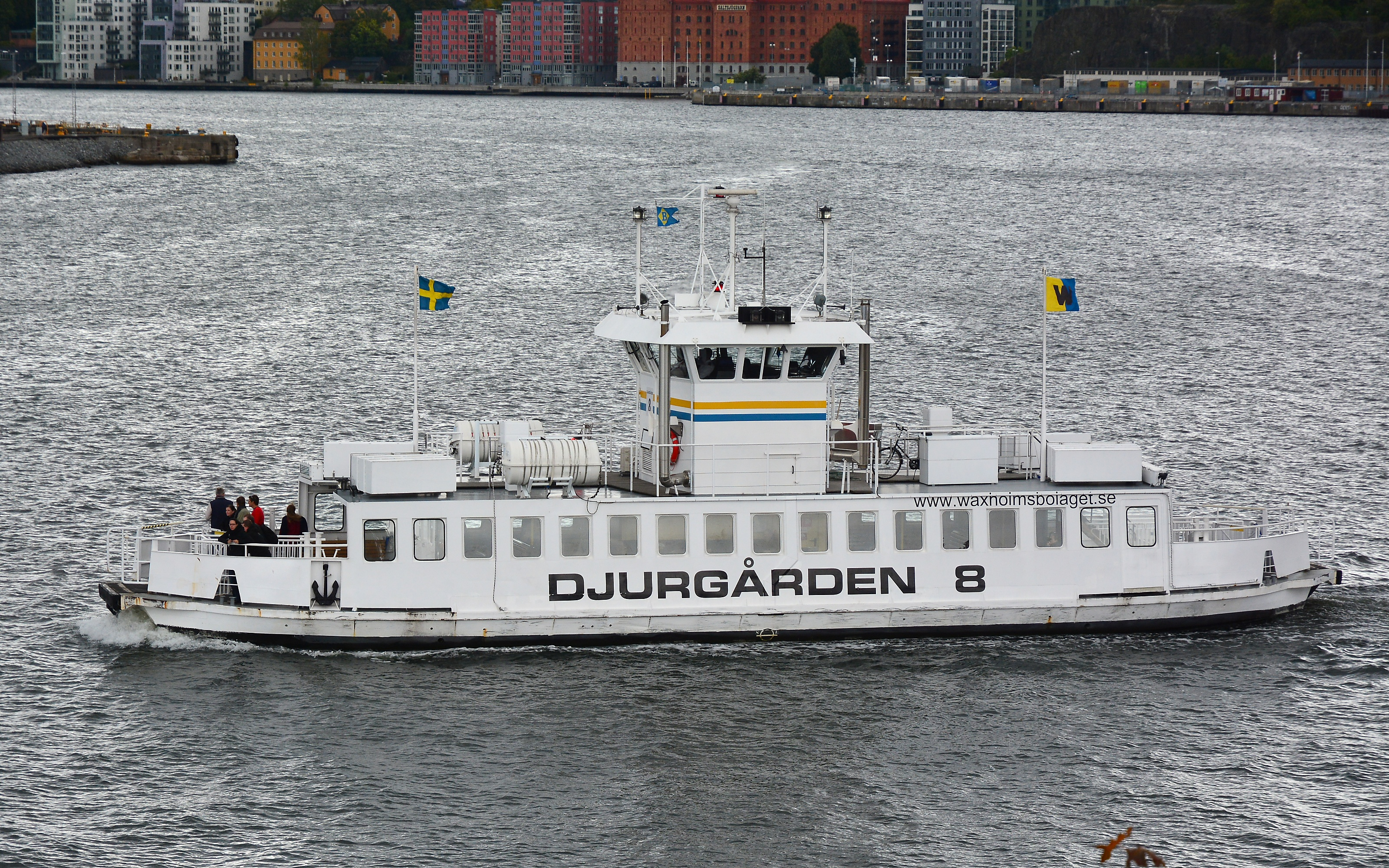
Äldre målning

Djurgården 8 är en djurgårdsfärja som trafikerar sträckan Slussen–Skeppsholmen–Allmänna gränd i Stockholm för Waxholmsbolagets räkning.
Djurgården 8 är byggd av Oxelösunds Svets & Smide i Oxelösund och utrustad av Boghammar Marin på Lidingö. Hon levererades till Waxholmsbolaget i april 1977. Den 26 april invigdes hon av kungaparet, men eftersom grindarna underkändes vid inspektionen skickades hon tillbaka till Boghammar för ombyggnad. Den 6 maj kunde hon tas i reguljär drift.
Under vintern 2001–2002 genomgick hon modernisering och ombyggnad på Oskarshamns varv där hon bland annat fick ny styrhytt och ny inredning.